# Jungermannia portoricensis
Jungermannia portoricensis là một loài Rêu trong họ Jungermanniaceae. Loài này được Spreng. mô tả khoa học đầu tiên năm 1827.